# Zillisheim

Zillisheim este o comună în departamentul Haut-Rhin din estul Franței. În 2009 avea o populație de 2.660 de locuitori.

## Evoluția populației
| An        | 1975  | 1982  | 1990  | 1999  | 2006  | 2009  |
| --------- | ----- | ----- | ----- | ----- | ----- | ----- |
| Populație | 1.951 | 1.936 | 1.919 | 2.356 | 2.544 | 2.660 |